# 瑠璃色にボケた日常
『瑠璃色にボケた日常』（るりいろにボケたにちじょう）は、伊達康による日本のライトノベル。イラストはえれっとが担当している。MF文庫J（メディアファクトリー→KADOKAWA）より2012年10月から2013年11月まで刊行された。第8回MF文庫Jライトノベル新人賞佳作受賞作。

## あらすじ
紺野孝巳は、中学のときの野球部のチームメイトの幽霊に悩まされている。いろいろな方法で除霊を試みるが失敗だった。ある時、校内の噂で霊能者の少女・有働瑠璃の所属する『お祓い研究会』を訪れるのだったが、おはらいではなくおわらい。そこはなんと『お笑い研究会』だった。謎の会話から孝巳にセンスありと認めた瑠璃は、その場で孝巳を入部させてしまう。さらに“霊導師”を名乗る学校一の美少女・鴫原翠まで現れる。いろいろなことに巻き込まれていくのであった。

## 登場人物
紺野孝巳（こんの たかみ）
本作の主人公。元野球部だが、事項で野球ができなくなる。瑠璃によって強引におはらい研究会に所属させられる。
有働瑠璃（うどう るり）
小柄な黒髪の美少女。霊能者だがお笑い芸人志望。
鴫原翠（しぎはら すい）
金髪の大人びた美人で、高校生。霊能者。瑠璃の古い知り合い。アニメソングが好き。
山根由香子（やまね ゆかこ）
気弱な同学年の女子生徒。不良にレイプされ妊娠した。
三塚柘榴（みつづか ざくろ）
たまに関西弁を話す。Fカップ。

## 評価
第8回MF文庫Jライトノベル新人賞にて佳作を受賞した（受賞時のタイトルは「オカッパニカッパ」）。同賞で審査員を務めた日日日は本作を以下のように評している。

## 既刊一覧
- 伊達康（著）・えれっと（イラスト） 『瑠璃色にボケた日常』 メディアファクトリー〈MF文庫J→KADOKAWA〉、全4巻
  1. 2012年10月25日発売[4]、ISBN 978-4-8401-4851-1
  2. 2013年2月25日発売[5]、ISBN 978-4-8401-4991-4
  3. 2013年6月25日発売[6]、ISBN 978-4-8401-5224-2
  4. 2013年11月25日発売[7]、ISBN 978-4-04-066082-0